# The Unseen (gruppo musicale)
Gli Unseen sono un gruppo musicale hardcore punk con radici street punk formatosi nel 1993 in Massachusetts, USA. Originariamente la formazione comprendeva cinque membri, ma nel 2003 con l'abbandono del cantante Marc Carlson sono rimasti in quattro (oltre, solo nelle esibizioni dal vivo, il secondo chitarrista). La band ha iniziato la sua carriera musicale col nome The Extinct.
La band ha pubblicato i suoi lavori con diverse etichette discografiche, tra cui la Epitaph Records e la Hellcat Records e gode attualmente di una discreta popolarità all'interno del circuito punk rock e street punk in particolare. Ha infatti suonato in diverse occasioni con band street punk molto note come i Rancid e i The Virus, oltre che con altri gruppi hardcore e punk in genere come Sick of It All, Bouncing Souls, Hatebreed e Strike Anywhere.

## Formazione

### Formazione attuale
- Mark Unseen - batteria e voce (1993-2003), prima voce (dal 2003)
- Tripp Underwood - basso (dal 1993)
- Scott Unseen - chitarra (dal 1993)
- Pat Melzard - batteria (dal 2002)
- Jonny - chitarra (dal 2006)

### Ex componenti
- Paul Russo - voce, chitarra, basso e batteria (1995-2003)
- Brian "Chainsaw" Reily - voce e chitarra (1997-1999)
- Marc Carlson - voce (1993-1995)

## Discografia

### Album in studio
- 1997 - Lower Class Crucifixtion
- 1999 - So This Is Freedom?
- 2001 - The Anger And The Truth
- 2003 - Explode
- 2005 - State Of Discontent
- 2007 - Internal Salvation

### Raccolte
- 2000 - Totally Unseen: The Best Of The Unseen
- 2002 - The Complete Singles Collection 1994-2000

### Apparizioni in compilation
- 2003 - Warped Tour 2003 Tour Compilation
- 2004 - Warped Tour 2004 Tour Compilation
- 2005 - Warped Tour 2005 Tour Compilation
- 2007 - Warped Tour 2007 Tour Compilation

### 7"
- Too Young To Know... Too Reckless To Care 7" (1995 Rodent Popsicle Records)
- Protect And Serve 7" (1996 VML records)
- Raise Your Finger Raise Your Fist 7" (1996 VML records)
- Tom and BootBoys Split 7" (1998 Pogo 77 records)
- Boston's Finest - Split 7" with Toxic Narcotic (1998 ADD/Rodent popsicle records)
- Piss OFF You Worthless lying FUCK! 7" (Recorded in 1998, never released)

### Video Musicali
- False Hope from Explode
- Scream Out from State of Discontent
- You Can Never Go Home from State of Discontent
- Break Away from Internal Salvation